# Wielogóra (Radom)
Wielogóra – osiedle w północnej części Radomia.
Według Systemu Informacji Miejskiej osiedle obejmuje obszar ograniczony granicą miasta, granicami działek, ulicą Witosa, granicami działek i ulicą
Rataja. Wielogóra graniczy od zachodu i południa z osiedlem Wincentów.
Osiedle powstało 15 marca 1984 w wyniku włączenia do miasta części wsi Wielogóra (143,14 ha).
W rejestrze TERYT Wielogóra wydzielona jest jako część miasta z identyfikatorem SIMC 1067093.